# فنسنت فلين
فنسنت فلين (3 أكتوبر 1955 بأيلزبري في المملكة المتحدة - ) (بالإنجليزية: Vincent Flynn)‏ هو لاعب كريكت بريطاني. لعب مع نادي مقاطعة نورثامبتونشير للكريكت ‏ وBuckinghamshire County Cricket Club ‏.

## وصلات خارجية
- فنسنت فلين على موقع إي آس بي آن كريك إنفو (الإنجليزية)